# Замок Крегг
Замок Крегг (англ. Cregg Castle) — один із замків Ірландії. Стоїть в графстві Ґолвей біля селища Коррандулла. Замок стоїть в 9 милях на північ від міста Ґолвей. У свій час маєток навколо замку був площею в кілька тисяч гектарів. Нині замок і землі навколо нього займають площу 165 акрів.

## Історія замку Крегг
Замок Крегг був побудований кланом Кірвін — Климентом Кірвіном у 1648 році. Замок був побудований на місці давнього ірландського замку ХІ століття, який на той час був повністю зруйнований. Потім замком володів відомий вчений — хімік Річард Кірвін в 1754 році. У замку збереглися залишки його лабораторії. Зберігся сад, де працював Річард Кірвін. Збереглась дзвіниця, збудована в часи королеви Анни, каплиця біля замку. Згідно історичних переказів в XVIII столітті замок змінив власників. І ця зміна відбулась внаслідок того, що замок був програний в карти. Після Кірвінів замком володіли землевласники Блейки — до 1947 року. Рід Блейків вимер і замок купила англійська пара. Потім замком деякий час володіли батьки Анн Марі Бодерік, Мартін та Маргарет Мюррей, що придбали замок в 1972 році. Мартін вирощував біля замку овочі в старому огородженому саду та постачав яловичину на кухню свого готелю в Ґалвеї. Патрік та Марі Енн Бродерік управляли замком в 1990—2006 роках. Замок був проданий у 2007 році невстановленому покупцю. Кірвіни були єдиною родиною ірландського походження, що володіли тутешніми замками. Вони вважали себе справжніми гелами, нащадками Міля. Крім замку Крегг вони збудували ще замки Кастлгакетт, Гарденфілд, Глан, Вудфілд.

## Особливості архітектури
Замок має оригінальну архітектуру. Замок належить до останніх укріплених особняків, що були побудовані в Ірландії на захід від річки Шеннон. Деякі стіни замку мають товщину більше ніж 5 футів. Замок був здатний утримувати досить значний гарнізон. Епоха 1600—1650 років була епохою в Ірландії, коли будували замки не тільки і не стільки з оборонною метою, а для комфортного проживання власників і для вдоволення естетичних вподобань лордів. У XVII столітті в Ірландії далі було неспокійно і спалахували війни та повстання, але ніякий замок уже не міг захистити від армії, озброєної артилерією. Ніні замок перетворений в готель.